# Mercado primário
"Mercado primário" pode também se referir a um mercado de arte de avaliação.
O mercado primário é a parte do mercado de capitais, que lida com a emissão de novos títulos. Os principais mercados de criar a longo prazo, instrumentos através dos quais entidades corporativas levantam fundos no mercado de capitais. 
Em um mercado primário, empresas, governos ou instituições do setor público podem levantar fundos através da emissão de obrigações e as corporações podem levantar capital por meio da venda de novas ações, através de uma oferta pública inicial de ações (IPO). Isso geralmente é feito através de um banco de investimento ou do sindicato de corretores de seguros. O processo de venda de novas ações para os investidores é chamado subscrição. Os revendedores ganham uma comissão que está embutida no preço da oferta de segurança, que pode ser encontrado no prospecto. 
Em vez de passar por subscritores, as empresas podem fazer uma emissão primária ou correta de sua dívida ou ações, o que envolve a emissão de uma empresa de sua própria dívida ou novas ações diretamente para investidores institucionais ou o público ou pode buscar capital adicional de acionistas.
Depois de emitidos, os títulos normalmente são comercializados em um mercado secundário, tais como bolsa de valores, mercado de títulos ou derivativos de câmbio.

## Recursos
As principais características dos mercados principais são:
- Este é o mercado para novos capitais de longo prazo. O mercado primário é o mercado em que os títulos são vendidos pela primeira vez. Portanto, também é chamado de mercado de nova emissão (NIM).
- Em uma questão primária, os títulos são emitidos pela empresa diretamente para os investidores.
- A empresa recebe o dinheiro e emite novos certificados de segurança para os investidores.
- As principais questões são utilizadas pelas empresas para fins de criação de novos negócios ou para expandir ou modernizar os negócios existentes.
- O mercado primário desempenha a função crucial de facilitar a formação de capital na economia.
- O mercado de novas emissões não inclui outras fontes de financiamento externo de longo prazo, como empréstimos de instituições financeiras. Mutuários no mercado de novas emissões podem estar levantando capital para converter capital privado em capital público; isso é conhecido como "ir a público".

sua participação pode ser problema em valor de face, prêmio de valor e o valor nominal.